# Mark Mylod
Mark Mylod é um realizador de cinema e televisão e produtor executivo britânico. Começou a sua carreira no mundo da comédia, realizando programas televisivos britânicos como Shooting Stars, O Riso ao Poder, A Família Royle, graças aos quais recebeu dois BAFTA TV Awards. Posteriormente, realizou episódios de séries dramáticas como Shameless (versão britânica), No Limite, Entourage - Vidas em Hollywood, The Affair e A Guerra dos Tronos.
Destacou-se ao realizar episódios da série dramática Succession (2018–2023), da HBO, pela qual venceu dois Emmys. Recebeu aclamação e notoriedade por realizar episódios como "This Is Not for Tears" (2019), "All the Bells Say" (2021) e "Connor's Wedding" (2023). Durante esse período, realizou também o filme de sátira de humor negro O Menu (2022), que foi bem recebido pela crítica.

## Carreira
Mark Mylod atuou como realizador de múltiplos programas televisivos, tanto nos Estados Unidos como no Reino Unido, vários deles para a BBC. Realizou ainda os filmes Ali G Indahouse, Quem Está Morto Sempre Aparece e A Lista dos Ex e as séries Cold Feet, A Família Royle, e Bang Bang, It's Reeves and Mortimer.
Mylod co-produziu a série de televisão Entourage - Vidas em Hollywood, da HBO, realizando também vários episódios. Atuou como produtor executivo e realizador de vários episódios (incluíndo o piloto) da versão americana da comédia dramática No Limite, da Showtime.
Em 2011, Mylod atuou como realizador e produtor executivo do episódio piloto da série de fantasia Era Uma Vez, da ABC. Em 2014, realizou o piloto da série televisiva americana The Affair. No mesmo ano, realizou o 3º e 4º episódios da 5ª temporada da série A Guerra dos Tronos, da HBO. Posteriormente, voltou a participar nesta última, realizando o 7º e 8º episódios da 6ª temporada e 2º e 3º episódios da 7ª temporada.
Mylod foi produtor executivo e realizou vários episódios da série Succession, da HBO. Realizou o filme O Menu, protagonizado por Ralph Fiennes e Anya Taylor-Joy. O filme estreou em novembro de 2022, com aclamação da crítica.

## Filmografia
Cinema
- Ali G Indahouse (2002)
- Quem Está Morto Sempre Aparece (2005)
- A Lista dos Ex (2011)
- O Menu (2022)

Televisão
| Ano       | Título                               | Notas                                        |
| --------- | ------------------------------------ | -------------------------------------------- |
| 1995      | The Stand-Up Show                    | 2 episódios                                  |
| 1995      | Shooting Stars                       | 2 episódios                                  |
| 1996      | All Rise for Julian Clary            | 7 episódios                                  |
| 1996      | Shooting Stars: Unviewed and Nude    |                                              |
| 1996–2000 | O Riso ao Poder                      | 3 episódios                                  |
| 1997      | Phil Kay Feels...                    |                                              |
| 1998      | Cold Feet                            | 2 episódios                                  |
| 1998–2006 | A Família Royle                      | 7 episódios                                  |
| 1999      | Bang, Bang, It's Reeves and Mortimer | 6 episódios                                  |
| 1999      | The Web of Caves                     | Curta-metragem para TV                       |
| 1999      | The Kidnappers                       | Curta-metragem para TV                       |
| 2000      | Randall e Hopkirk (Deceased)         | 3 episódios                                  |
| 2000      | The Dave Saint Show                  |                                              |
| 2001      | Baddiel's Syndrome                   |                                              |
| 2004      | Shameless                            | 3 episódios                                  |
| 2006–2009 | Entourage - Vidas em Hollywood       | 23 episódios                                 |
| 2008      | Welcome to The Captain               | Temporada 1, Episódio 2: "Weekend at Saul's" |
| 2009      | As Taras de Tara                     | 2 episódios                                  |
| 2009      | Washingtonienne                      | Episódio piloto: "Piloto"                    |
| 2011      | Era Uma Vez                          | Episódio piloto: "Piloto"                    |
| 2011–2018 | No Limite                            |                                              |
| 2014      | The Affair                           | Episódio piloto: "101"                       |
| 2015      | Backstrom                            | Episódio piloto: "Dragon Slayer"             |
| 2015      | Minority Report                      | Episódio piloto: "Piloto"                    |
| 2015–2017 | A Guerra dos Tronos                  | 6 episódios                                  |
| 2018–2023 | Sucession                            | 13 episódios                                 |
| 2020      | Histórias Maravilhosas               | Episódio: "The Rift"                         |

## Vida Pessoal
Mylod é casado com a figurinista Amy Westcott.

## Prémios e Nomeações
| Ano  | Prémio                    | Categoria                           | Obra                                | Resultado | Ref.   |
| ---- | ------------------------- | ----------------------------------- | ----------------------------------- | --------- | ------ |
| 2019 | Prémios Emmy do Primetime | Melhor Série de Drama               | Sucession                           | Nomeado   | [ 10 ] |
| 2020 | Prémios Emmy do Primetime | Melhor Série de Drama               | Sucession                           | Vencedor  | [ 11 ] |
| 2020 | Prémios Emmy do Primetime | Melhor Realização em Série de Drama | "This Is Not for Tears", Succession | Nomeado   | [ 11 ] |
| 2022 | Prémios Emmy do Primetime | Melhor Série de Drama               | Sucession                           | Vencedor  | [ 12 ] |
| 2022 | Prémios Emmy do Primetime | Melhor Realização em Série de Drama | "All the Bells Say", Succession     | Vencedor  | [ 12 ] |
| 2022 | Prémios Emmy do Primetime | Melhor Realização em Série de Drama | "All the Bells Say", Succession     | Nomeado   | [ 12 ] |
| 1996 | BAFTA TV Awards           | Melhor Entretenimento Leve          | Shooting Stars                      | Nomeado   |        |
| 1997 | BAFTA TV Awards           | Melhor Entretenimento Leve          | Shooting Stars                      | Vencedor  |        |
| 1997 | BAFTA TV Awards           | Melhor Entretenimento Leve          | O Riso ao Poder                     | Nomeado   |        |
| 1998 | BAFTA TV Awards           | Melhor Entretenimento Leve          | O Riso ao Poder                     | Vencedor  |        |
| 1999 | BAFTA TV Awards           | Melhor Comédia (Programa ou Série)  | A Família Royle                     | Nomeado   |        |